# Scènes de classe
 (février 2025).
Motif : Sources ? Notoriété ?
- Archive Wikiwix
- Bing
- Cairn
- DuckDuckGo
- E. Universalis
- Gallica
- Google
- G. Books
- G. News
- G. Scholar
- Persée
- Qwant
- (zh) Baidu
- (ru) Yandex
- (wd) trouver des œuvres sur Wikidata

| 1. | Préciser le motif de la pose du bandeau. | Précisez le motif de la pose du bandeau en utilisant la syntaxe suivante : {{admissibilité à vérifier\|date=mars 2025\|motif=remplacez ce texte par le motif}}                        |
| 2. | Informer les utilisateurs concernés.     | Pensez à avertir le créateur de l'article, par exemple, en insérant le code ci-dessous sur sa page de discussion : {{subst:avertissement admissibilité à vérifier\|Scènes de classe}} |

Pour plus de détails, voir Fiche technique et Distribution.
Scènes de classe (titre original : Klassenleben) est un film documentaire allemand réalisé par Hubertus Siegert en 2005.

## Synopsis
Le film, qui se déroule sur six mois, relate la vie d'une classe de quinze élèves de l'école primaire Fläming de Berlin, au sein de laquelle se côtoient enfants malades, enfants handicapés et enfants surdoués.

## Fiche technique
- Réalisateur : Hubertus Siegert